# 托雷-卡尔德拉
托雷-卡尔德拉，是西班牙安达卢西亚自治区格拉纳达省的一个市镇。总面积15平方公里，总人口1164人（2001年），人口密度78人/平方公里。